# Cai Yun
Cai Yun (Suzhou, 19 januari 1980) is een Chinese badmintonner. Samen met zijn partner Fu Haifeng won hij een gouden medaille op de Olympische Spelen in 2012 en werd hij viermaal wereldkampioen.

## Carrière
Cai Yun liet voor het eerst van zich horen op wereldkampioenschappen voor junioren in 1998, waarop hij zilver won in het jongensdubbelspel en brons in het gemengd dubbelspel, aan de zijde van Xie Xingfang.
Cai Yun werd daarna gekoppeld aan Fu Haifeng om samen uit te komen in het mannendubbelspel. Op het wereldkampioenschap in 2003 wonnen ze de bronzen medaille. Op de Olympische Spelen in 2004 strandden ze in de kwartfinale. Na een iets minder wereldkampioenschap in 2005 wonnen ze in 2006 goud door het Engelse duo Anthony Clark en Robert Blair te verslaan.
Op de Olympische Spelen van 2008 wonnen ze de zilveren medaille nadat ze in drie sets verloren van Markis Kido en Hendra Setiawan uit Indonesië. Dit was het begin van een periode met wereldtitels in 2009, 2010 en 2011 en de olympische titel in 2012. in de olympische finale versloegen ze het Deense duo Mathias Boe en Carsten Mogensen. Op het wereldkampioenschap van 2013 haalden ze nog brons.
Cai en Fu wonnen samen ook meer dan tien super series-toernooien.
Cai Yun ging in 2014 samenspelen met Lu Kai. 

## Medailles op Olympische Spelen en wereldkampioenschappen
| Logo van de Olympische Spelen | Onderdeel         | Resultaat |
| ----------------------------- | ----------------- | --------- |
| 2008                          | Mannen dubbelspel | Zilver    |
| 2012                          | Mannen dubbelspel | Goud      |
| WK                            | Onderdeel         | Resultaat |
| 2003                          | Mannen dubbelspel | Brons     |
| 2006                          | Mannen dubbelspel | Goud      |
| 2009                          | Mannen dubbelspel | Goud      |
| 2010                          | Mannen dubbelspel | Goud      |
| 2011                          | Mannen dubbelspel | Goud      |
| 2013                          | Mannen dubbelspel | Brons     |

1992: Kim Moon-soo & Park Joo-bong ·
1996: Rexy Mainaky & Ricky Subagja ·
2000: Tony Gunawan & Candra Wijaya ·
2004: Kim Dong-moon & Ha Tae-kwon ·
2008: Markis Kido & Hendra Setiawan ·
2012: Cai Yun & Fu Haifeng ·
2016: Fu Haifeng & Zhang Nan ·
2020: Lee Yang & Wang Chi-lin ·
2024: Lee Yang & Wang Chi-lin